# История Конотопа
История Конотопа — история города областного подчинения на севере Украины в Сумской области.

### Основание
Древнейшими памятниками конотопских земель являются памятники археологии: временные стоянки племён, поселения, курганы, городища, начиная с эпохи неолита до Киевской Руси. Возле села Шаповаловка в 1877—1878 годах были найдены кости мамонта и каменный нож, которые хранятся сегодня в краеведческом музее Конотопа.
Точный год появления Конотопа до сих пор остаётся неизвестным. Конотопский краевед Иван Лысый предполагал, что Конотоп был столицей летописного Липецкого княжества в XIII веке и носил название Липовицк. В «Историко-статистическом описании Черниговской губернии» Филарет (Гумилёвский) высказывает предположение, что город существовал ещё до нашествия монголо-татар. В результате археологических исследований, проводившихся в 1997—1998 годах, здесь возможно существование поселения времён Черниговского княжества.
После упадка Киевской Руси конотопские земли были захвачены Великим княжеством Литовским, и в результате Люблинской унии 1569 года перешли к Королевству Польскому. Эти земли стали предметом пограничных споров между Речью Посполитой и Русским царством. Постоянные военные споры и конфликты между Польшей и Россией за территорию привели к потребности согласования границ. Россия настаивала на принадлежности конотопских земель Путивльскому уезду, поэтому граница в районе Конотопа не была определена. Пограничные споры продолжались до постройки в Конотопе крепости.
Строительство укреплённого городка началось в 1634 году. В 1635 году польский шляхтич Подкова учредил усадьбу Новоселица. В 1637 году Речь Посполитая построила укрепление на слиянии двух рек — Езуча и Липка. Крепость была построена на месте старого «детинца», на север от Новоселицы — именно на тех землях, которые принадлежали жителю Путивля Никифору Яцине. В 1640 году укрепления по распоряжению Новгород-Северского старосты А. Пясочинского были перестроены в крепость. Она имела четырёхугольную форму, валы и укреплённые деревом стены. Длина каждой из стен крепости составляла приблизительно 100 сажен. К крепости вело трое ворот: киевские, путивльские и роменские. Остатки валов и место, где был замок, сохранились по сей день.

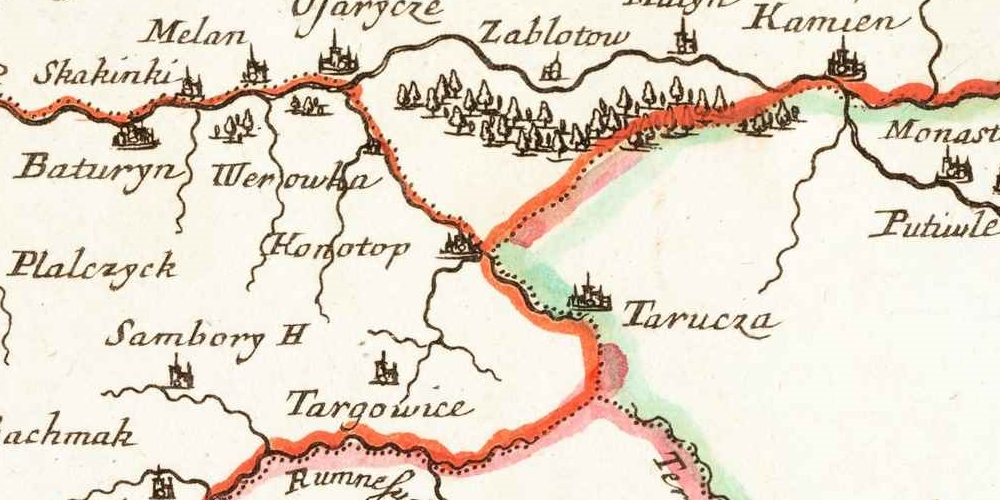
Конотоп на карте Николя Сансона 1665 года

Конотоп середины XVII века — это небольшой городок, обнесённый земляным валом и палисадом, расположенный на левом топком берегу реки Езуч. Первые поселенцы Конотопа — свободные люди, но постепенно казацкая старшина закрепощала казаков, отбирала земли и заставляла работать на себя. Появились крупные землевладельцы. В 1648 году присвоен статус города. В годы восстания Богдана Хмельницкого 1648—1654 годов Конотоп стал сотенным городом.
Через эти земли в XVII веке проезжали русские посольства, их торжественно встречали в Конотопе и ближайших сёлах. Особенно оживились отношения после обращения гетмана Б. Хмельницкого к русскому царю Алексею Михайловичу с предложением вступить в борьбу за польский престол после смерти польского короля Владислава IV. 2 апреля 1649 жители города приветствовали русское посольство во главе с И. Унковским, которое прибыло для переговоров с казачьим атаманом Б. Хмельницким. За 5 вёрст до города посланцев встретили сотник Конотопа и свыше 100 казаков с флагами: «… а в городе стояли пешие люди по обе стороны с ружьём, а как вошли в город, и в городе стреляли из пушек».
После подписания в сентябре 1651 года Белоцерковского договора шляхте было разрешено вернуться в свои имения в Черниговском воеводстве (в том числе в Конотоп). Только польская шляхта появилась около стен укрепления, конотопчане покинули город и пошли к Путивлю. Там русская администрация предоставляла земли беглецам для заселения.
После победы войск Б. Хмельницкого под Батогом в июне 1652 года начались антипольские восстания. Жители города тоже поднялись на борьбу, выгнали шляхту из города и убили старосту Сосновского вместе с семьёй. С этими событиями связано так называемое «Конотопское чудо», описанное в «Летописи Самовидца». Согласно легенде, после изгнания польского гарнизона в крепости оставался жить староста Сосновский с женой и пятью детьми. Восставшие конотопчане обвинили старосту в измене и убили его вместе с семьёй, а тела бросили в колодец, где они пролежали три месяца. На праздник Воздвижения Честного Креста вода в колодце внезапно поднялась на 20 метров и подняла тела убитых без примет тления. Только после того, как их похоронили по христианскому обычаю близ колодца, вода пошла вниз.

## В составе Российской империи
После подписания Выговским Гадячского договора царь Алексей Михайлович посылает армию под командованием князя Григория Ромодановского, а потом ещё одну армию — Алексея Трубецкого.
В 1664 году Конотоп был разграблен поляками.
21 апреля 1659 года началась осада Конотопа, в котором оборонялись казаки во главе с полковником Григорием Гуляницким. 27 июня 1659 на помощь городу пришёл с войском Иван Выговский, а 28 июня состоялась Конотопская битва, в ходе которой армия Трубецкого была разбита.
Главной отраслью сельского хозяйства местных крестьян было земледелие, сеяли пшеницу, рожь, гречиху, овёс и просо. Казацкая старшина, зажиточные казаки и мещане занимались мукомольным промыслом. На реке Конотопка было две плотины, где действовало 2 водяные мельницы.
17 июня 1672 в селе Казацкое состоялась казацкая Рада, избрал гетманом Левобережной земли генерального судью Ивана Самойловича. Было принято и подписано договорные условия — Конотопские статьи. С этого времени на земли Конотопа начали переселяться выходцы из Правобережных земель — Кандыбы, Лизогубы, Радичи, Харевичи.
В 1674 году через Конотоп прошёл почтовый тракт Москва — Путивль — Киев.
Во время Северной войны 1700—1721 годов Конотоп готовился к обороне от шведов. 16 ноября 1708 года казаки Великого и Малого Самборов вместе с сотней Конотопа разгромили вблизи Конотопа шведский отряд генерала Линрота, адъютанта Карла XII. В 1711 году Конотопская сотня насчитывала 701 двор и имела 4 куреня.
В 1751 году согласно универсалу гетмана К. Разумовского Конотоп на 30 лет становится личной собственностью (ранговым имением) генерального обозного Кочубея.
По описанию 1765—1769 годов в сотне Конотопа было 58 сёл и хуторов, население Конотопа составляло 3100 жителей.
В 1780-х годах на Конотопщине прокатилась волна крестьянских восстаний, здесь действовал отряд под руководством Семёна Гаркуши.
В 1781 году Конотоп стал уездным городом Новгород-Северского наместничества, в июне 1782 года были утверждены план и герб города.
В 1783 году казачьи полки были реорганизованы в регулярные полки наподобие русской армии.
В ходе административной реформы 1791 года Конотоп вошёл в Черниговское наместничество. Население города в это время составляло 4930 человек.
Управление городом осуществляли городская дума и магистрат, где все должности были выборными, но фактически принадлежали городской казацкой верхушке. В конце XVIII века в городе был каменный собор и пять церквей, а также 1614 домов, 55 торговых лавок, 2 убежища. При каждой церкви существовала приходская школа.
В 1802 году Конотоп стал уездным городом Черниговской губернии.
В 1803 году император Александр I утвердил проект перепланировки города. Проект охватывал почти всю территорию с пригородом. Согласно проекту, предлагалось новые улицы разбить на кварталы, соответственно старые улицы выпрямились. Центр должен был размещаться на территории «городка», то есть там, где была крепость. Через него проходили улицы, выходили на пути к Ромнам, Батурину, Глухову и Путивлю. Проект перепланировки 1803 года был частично выполнен.
Во время Отечественной войны 1812 года в Конотопе создаются отряды народных ополченцев. Уже 20 августа 1812 года первый отряд конотопских ополченцев под командованием штабс-капитана Черныша направился в Новозыбков на соединение с русской армией. Для борьбы с интервентами создавались и казачьи полки. Более 2 тысяч казаков и крестьян уезда участвовали в борьбе с оккупантами.
Генерал-майор, командующий артиллерии 6-го пехотного корпуса Василий Костенецкий был награждён орденом Георгия III степени и позолоченной шпагой с надписью «За храбрость», за отвагу, проявленную в Бородинском сражении. В краеведческом музее Конотопа до сих пор хранится боевое знамя ополчения 1812 года.
В середине XIX века население города выросло до 9000 человек. Делами города ведали городская дума и ратуша, действовали Сиротский и словесный суды, Городское депутатское собрание и квартирная комиссия.
После отмены крепостного права в 1861 году начинается бурное развитие капитализма, ведётся строительство железных дорог. В 1862 году в результате большого пожара в Конотопе сгорело свыше 300 деревянных зданий, а сумма убытков превысила 200 тысяч рублей. Это дало толчок к ускорению строительства и реконструкции города.
В 1868—1870 годах была построена Курско-Киевская железная дорога, которая прошла через Конотоп. Движение через город было открыто 17 декабря 1868 года. В этом же году был построен железнодорожный вокзал, депо, главные железнодорожные мастерские. Тогда же проложена железная дорога «Ворожба — Конотоп», которая соединила села Конотопского уезда с городом.
С 1870 года в Конотопе проходили съезды учителей Черниговской губернии.
В 1883 году Конотоп был известен как торговый центр и место проведения ярмарок.
В 1890-х годах была введена в строй железная дорога «Москва — Брянск — Конотоп». Конотоп становится важной узловой станцией на линии Московско-Киевско-Воронежской железной дороги. После этого город начал застраиваться. Были построены школы, магазины, больница. Для преодоления неграмотности работали церковно-приходские школы, в 1890 было открыто железнодорожное училище. С 1891 года в Конотопе начали мостить улицы камнем на средства земства.
По переписи 1897 года, 73 % мужчин и 95 % женщин были неграмотные. В городе насчитывалось около 19 тысяч человек (малороссов — 10 290, евреев — 4 415, великороссов — 3 565).
В 1898 году начала работать женская гимназия, в 1900 по инициативе историка и земского деятеля А. Лазаревского был создан городской музей и земский архив. Также в начале XX века в городском парке начал работать летний театр.

## Период XX века
В начале XX века Конотоп становится одним из важных промышленных центров Левобережной Украины. Тяжёлые условия труда, жестокая эксплуатация рабочих, низкие социальные условия жизни возмущали работающих. Так в 1899 на Главных железнодорожных мастерских был организован выступление рабочих в защиту своих социальных прав. В нём приняли участие более 600 человек. В 1900 году возникла первая социал-демократическая группа, представители которой занимались пропагандистской работой среди рабочих железнодорожных мастерских. Они привозили из Киева, Курска, Харькова листовки, прокламации, революционную литературу.
В 1901 году начали действовать библиотека и народный дом трезвости, в 1902 году городское двухклассное училище реорганизовали в четырёхклассное. Развитие промышленности способствовало росту населения города, которое в 1904 г. достигло 19 404 человек. Увеличилось и число зданий (до 2090, 55 из которых были каменными). В то время городом руководила городская управа, в которую входили полицейская и пожарная команды, больница на 40 коек, 2 аптеки, 4 фельдшера, 1 ветеринарная часть, 5 ветеринаров, городская баня и типография. В 1905 году начало работу коммерческое училище.
В ходе революции (1905—1907) железнодорожники Конотопа и жители уезда активно участвовали в революционных событиях. После начала всеобщей забастовки в Москве 7 декабря 1905 года, железнодорожники Конотопа поддержали протест, блокируя проезд поездов через станцию Конотоп, 10 декабря 1905 года власти объявили военное положение и ввели на станцию войска, после чего выступления были подавлены. Первая Мировая война осложнила положение населения.
2 ноября 1917 года в Конотопе возник Совет рабочих и солдатских депутатов, который был изгнан из города 28 ноября 1917 года войсками Украинской Народной Республики. В результате восстания, организованного Конотопским комитетом РСДРП(б) в ночь с 9 на 10 января 1918 года была установлена власть Советов. 25 января здесь открылся уездный съезд Советов, однако в марте 1918 года их выбили войска Центральной рады вместе с немецкими войсками. После освобождения от большевиков, в городе начали дислоцироваться Серожупанная дивизия, а также сформированный из местных добровольцев Курень смерти имени Кошевого Ивана Сирка под командованием Атамана Ангела, который действовал на территории Конотопского уезда после ухода немецких войск и становления Директории в Украинской Народной Республике. В дальнейшем Конотоп находился в зоне боевых действий гражданской войны, власть в городе несколько раз менялась. 25 ноября 1919 года Конотоп был окончательно оккупирован большевиками, его заняли части 14-й армии РККА.
В 1921—1923 годах в Конотопе действовало 100 мелких предприятий лёгкой, пищевой, строительной промышленности, механический завод, мыловаренный завод, 8 кожевенных и пивоваренный завод, 2 типографии, 2 кондитерские фабрики и т. д. Во время голода 1921—1922 годов из православных храмов Конотопа было изъято несколько пудов золотых и серебряных украшений и церковных вещей в помощь голодающим.
В 1923 году город стал центром Конотопского округа, в который входило 15 районов с населением до 600 тысяч человек. Также 1923 год считается датой образования Конотопского района, который стал самостоятельной административно-территориальной единицей. Население города в то время составляло 29000 человек.
В 1929 году по проекту архитектора В. Г. Шухова была построена водонапорная башня.
В 1939 году в Конотопе проживало уже 50 тысяч человек. Во время репрессий 1930-х годов пострадали десятки конотопчан. Самыми известными жертвами из них были поэты П. Коломиец и В. Бас, писатель А. Соколовский и историк-краевед В. Резников. К 1932 году Конотоп входил в состав Киевской области, с 1932 до 1939 года — в состав Черниговской, а с организацией Сумской области в январе 1939 вошёл в её состав как райцентр областного подчинения.
В ходе Великой Отечественной войны 9 сентября 1941 года Конотоп был оккупирован немецкими войсками. В дальнейшем, немцами было установлено военное управление, которое осуществлялось местной комендатурой. Во время германской оккупации погибло более 3800 человек, 30 тысяч военнопленных и мирных жителей Конотопа были расстреляны.
В конце августа 1941 года был создан Конотопский партизанский отряд, который впоследствии присоединился к Путивльскому отряду под командованием С. А. Ковпака и вошёл в состав Сумского партизанского соединения.
16 августа 1943 года Ставка ВГК уточнила задачу войскам Центрального фронта, которому следовало «наступать в общем направлении на Севск, Хутор-Михайловский и… в дальнейшем развивать наступление в общем направлении на Конотоп».
6 сентября 1943 года город был освобождён (в дальнейшем эта дата стала днём города). Отличившимся в сражении за город 65-му гвардейскому миномётному полку, 143-й и 280-й стрелковым дивизиям было присвоено наименование «Конотопских».
С фронта не вернулись более 15 тысяч человек. 14 жителям города было присвоено звание Героя Советского Союза, их именами были названы площади, улицы, школы.
В 1952 году здесь действовали паровозо-вагоноремонтный завод и несколько других предприятий по обслуживанию железнодорожного транспорта, электромеханический завод «Красный металлист», кирпичный завод, швейная фабрика, мясокомбинат, хлебозавод, учительский институт, железнодорожный техникум, сельскохозяйственный техникум, фельдшерская школа, агрономическая школа, школа трудовых резервов, 16 общеобразовательных школ, Дом пионеров, 4 клуба, 27 библиотек, имелось автобусное и трамвайное сообщение.
В 1953 году вместо разрушенного был построен новый железнодорожный вокзал, в 1954 году — открыт Дом культуры завода «Красный металлист». На протяжении десятилетия велись работы по увековечению памяти погибших воинов в Великой Отечественной войне. В 1955—1956 годах останки бывших воинов перенесли к братским могилам. В 1967 году открылся Конотопский городской мемориальный комплекс Великой Отечественной войны и была пущена Конотопская детская железная дорога, которая, однако, в 1970-х годах была разобрана и вывезена из города и впоследствии не восстанавливалась. В 1972 году начал работать завод по производству поршней, в 1973 году — арматурный завод.
В 1986 году на выезде из города в качестве памятника был установлен трактор У-2, в 1989 году в сквере на проспекте Ленина поставили памятник участникам войны в Афганистане.
По переписи населения 1989 года численность населения составляла 95 549 человек.

## Современная история
В мае 1995 года Кабинет министров Украины утвердил решение о приватизации находившихся в городе фабрики нетканых материалов, завода строительных материалов, АТП-15907, АТП-15961, завода «Мотордеталь», проектно-конструкторского бюро, райсельхозтехники и райсельхозхимии, в июле 1995 года было утверждено решение о приватизации швейной фабрики, арматурного завода, хлебокомбината, строительно-монтажного управления крупнопанельного домостроения, ПМК № 10, ПМК № 11, ПМК № 112 и совхоза «Юбилейный».
В 1997 году электромеханический техникум и строительный техникум объединили в политехнический техникум.
6 сентября 2008 года в центре города, на Конотопском бульваре, был открыт памятник Коню (2 июля 2013 года он был разбит, но затем восстановлен и 6 сентября 2013 года — возвращён на постамент).
На 1 января 2013 года численность населения составляла 88 787 человек.
Во время Евромайдана, 22 февраля 2014 года был снесён памятник В. И. Ленину, а с началом процесса «декоммунизации» 24 ноября 2015 года был снесён установленный в центральном парке бюст С. М. Кирова.